# Starman (seriefigur)
Starman är en superhjälteserie från DC Comics som funnits i många olika versioner genom årens lopp. Originalet var forskaren Ted Knight, som under Andra världskriget konstruerade en kosmisk stav (i original cosmic rod) att använda i brottsbekämpning. Den sista i raden av stjärnmän var Teds son Jack Knight, en motvillig hjälte vars tidning rönt framgångar bland kritiker och folk som normalt sett inte läser superhjälteserier.
I James Robinsons version av "Starman" från 90-talet (med Jack Knight i huvudrollen) binds alla de tidigare versionerna av Starman samman till en enda samlad mytologi.

## Starman I (Ted Knight)
1940-talets Starman, Ted Knight, skapades av Jack Burnley och Gardner Fox och dök först upp i tidningen Adventure Comics nummer 61 (1941). Denna Starman var en playboy och vetenskapsman som konstruerat ett vapen som drog kraft ifrån stjärnorna, the Gravity Rod (senare kallad Cosmic Rod), med vilken han bekämpade brott. Starman I var även medlem av Justice Society of America. 
Efter 1940-talet har figuren återupplivats i tidningar som The Brave and the Bold och All-Star Squadron. I 90-talets version av Starman spelade han rollen som mentor till sin son Jack, (Starman VII). Som åldrad vetenskapsman offrade han slutligen sitt liv mot sin gamla ärkefiende The Mist.
Det har avslöjats att Ted är kusin till Sandra Knight, den första Phantom Lady.

## Starman II
50-talets Starman var ingen mindre än Batman, som i ett äventyr (Detective Comics nummer 247) från 1957 (av Bill Finger och Sheldon Moldoff) blev utsatt för ett gift från den onde vetenskapsmannen Professor Milo, vilket gjorde honom paniskt rädd för allt som hade med fladdermöss att göra. Tills effekten av giftet gått bort använde han då istället en dräkt med stjärnemblem och identiteten "Starman".
Då James Robinson gjorde sin egen version av "Starman" på 1990-talet refererade han till 50-talets Starman, men eftersom Batman enligt nuvarande kanon inte var aktiv på 50-talet ändrades bakgrundshistorien något. Dels påstod Robinson att denne Starman var aktiv 1951 istället för 1957, dels fick rollen fyllas av två andra figurer, först brottsbekämparen Doctor Mid-Nite och därefter Ted Knights son David, som rest tillbaka i tiden (se även Starman VI). Allmänheten trodde att dessa två var samma person, och han blev allmänt känd som "The Starman of '51".

## Starman III (Mikaal Tomas)
Mikaal Tomas hette en utomjording som blev den tredje Starman i tidningen First Issue Special nummer 12 1976, i ett äventyr av Gerry Conway och Mike Vosburg. Han var ursprungligen del av en invasionsstyrka mot Jorden, men förrådde sitt folk efter att ha blivit känslomässigt engagerad i mänskligheten. Efter debutserien dök Mikaal Tomas inte upp på nästan tjugo år förrän James Robinson gjorde honom till en av de viktigaste bifigurerna i sin version av "Starman". Han skildras fortfarande som en relik från 70-talet. Mikaal Tomas är för övrigt en av de få öppet bisexuella superhjältarna.

## Starman IV (Gavyn)
Starman IV var en rymdhjälte skapad av Steve Ditko och framträdde för första gången i Adventure Comics nr 467 (1980). Prince Gavyn, härskare av planeten Throneworld, blev förrådd av sin syster Clryssa som lämnade sin bror i rymden att dö för att själv ärva tronen. En varelse vid namn M'ntorr (särdeles lik Yoda i "Star Wars") räddade Gavyn och lärde honom att handskas med den kosmiska kraft han fötts med. Denne Starmans åtskilliga äventyr skildrades i tidningen Adventure Comics tills han slutligen dödades i serien "Crisis on Infinite Earths".
I James Robinsons "Starman"-serie tycks Gavyn ha blivit återupplivad i Will Paytons kropp, men det är osäkert om så verkligen är fallet (se Starman V). Den som bär Gavyns namn och dräkt har emellertid dykt upp i serier som "Rann/Thanagar War" och "Infinite Crisis" under 2000-talet.

## Starman V (Will Payton)
Starman V var Will Payton, en jordnära hjälte med kosmiska superkrafter, skapad av Roger Stern och Tom Lyle 1988. Denna version av Starman var tämligen långlivad, och publicerades i sin egen tidning 1988–92, sammanlagt 45 nummer. 1992 tycktes han offra sitt liv mot superskurken Eclipso i crossover-serien "Eclipso: The Darkness Within".
I James Robinsons "Starman" visade sig Will Payton ha överlevt. Dock är man inte helt säker på om denne Starman verkligen är Will Payton – eller om han någonsin har varit det. Enligt en obekräftad teori är han i själva verket Prins Gavyn (se Starman IV) inkarnerad i Will Paytons döda kropp. Det hela underlättas inte av att denne Starman idag besitter både Gavyns och Paytons minnen. 
Oavsett om det är Payton eller Gavyn som bär dräkten har denne Starman dykt upp i serier som "Rann/Thanagar War" och "Infinite Crisis" under 2000-talet.

## Starman VI (David Knight)
Den sjätte Starman hade premiär i Starman Vol. 1 nr 26 (1990) och hade den kortaste karriären av dem alla och sköts till döds (av The Mists son Kyle) första gången han bar dräkten. David Knight var sonen till den förste Starman, Ted Knight och hade alltid velat bära sin fars mantel. Som Starman VI blev han ett fiasko, men genom en resa i tiden (se Starman II) lyckades han uppfylla sin dröm innan han dog. David Knight skapades ursprungligen av Roger Stern för den tidigare versionen av "Starman", men fick sin fulla potential utnyttjad i 90-talsversionen av James Robinson.
Efter Davids död tog hans bror Jack över som Starman, vilket han ända från början var ämnad att göra i Robinsons version av serien (se Starman VII). 

## Starman VII (Jack Knight)
Två år efter nedläggningen av den tidigare Starman-tidningen (se Starman V), lanserade James Robinson den version av serien som fått störst genomslagskraft. Serien hade premiär i Zero Hour nr 1 (1994) i vilken  Jack Knight, den förste Starman yngste son, som aldrig velat bli superhjälte och som har ett ganska distanserat förhållande till sin far introducerades. Första numret av tidningen (#0) börjar med att äldre brodern David (se Starman VI) bli Starman för att förvalta sin fars arv, men skjuts till döds redan första gången han använder dräkten. Jack antar då motvilligt rollen som Starman, ursprungligen för att hämnas sin bror, men efter hand dras han in mer och mer i hjälterollen. Han vägrar dock att bära de traditionella superhjältetrikåerna, utan bygger själv upp en arsenal som bättre passar hans stil.
James Robinson skrev Starman i åtta år och över åttio nummer. Förste huvudtecknaren var Tony Harris, som med sin lite mörka och grovhuggna stil gav serien både en autentisk och mystisk stämning. De båda serieskaparna designade också hjältens hemstad Opal City på ett för mainstreamserier ovanligt genomtänkt vis, där kvarter, gator, befolkning och historia mejslades ut och bidrog till autenticiteten. Stadens arkitektur är i mångt och mycket Art Deco-inspirerad. Både Robinson och Harris är mycket intresserade av konst, arkitektur och design, vilket sätter sin prägel på serien – Jack Knight själv är till exempel antikvitetshandlare och design är hans stora passion.
Efter dryga fyrtio nummer valde Harris att gå vidare till andra projekt och ersattes av dansken Peter Snejbjerg. Andra tecknare har gjort enstaka inhopp på serien, såsom Steve Yeowell, Steve Sadowski och Gene Ha. Kring nummer 45 tog Robinson hjälp med manusarbetet från vännen David Goyer, som stannade kvar på serien till seriens avslut 2001.
Serien utspelar sig i DC:s universum och Robinson låter en mängd andra DC-hjältar och skurkar gästspela i serien, däribland Justice Society of America (som Jacks far var medlem i redan på 40-talet), Stålmannen, Justice League of America, Elongated Man, Solomon Grundy, Phantom Lady, Black Pirate m.fl. Vissa figurer, som Shade och Scalphunter, kopplas mer intimt ihop med Starman-mytologin. Robinsons viktigaste utnyttjande av DC:s universum bestod emellertid i att han band ihop alla tidigare hjältar som burit namnet Starman (se Starman I–VI) till en enda enhetlig mytologi.
Under en kort period medverkade Jack även i tidningen JSA som medlem av den moderna versionen av Justice Society of America.
Tidningen Starman blev kritikerrosad och fick en stadigt växande fanskara. 2001 hade Robinson emellertid berättat sin historia färdigt och tidningen lades ner, inte på grund av vikande försäljning utan för att DC respekterade Robinsons vilja att avsluta serien. Figuren Jack Knight avsade sig hjälterollen i sista numret och har därefter inte synts till igen.

## Starman VIII
En ny Starman introduceras i tidningen Justice Society of America vol. 3 nr 1 (2007). Han bär samma dräkt som den vuxne Thom Kallor i både "Kingdom Come" och Robinsons "Starman" (se nedan: Alternativa Starmen), men hans identitet är ännu okänd. Denne Starman tycks ha en del mentala problem, men har ändå lyckats bli fast medlem av supergruppen JSA.

## Alternativa Starmen
Det har förekommit ett antal andra arvtagare till Starmans namn, krafter, och/eller teknik. Av en eller annan anledning har dessa inte räknat som del av den "riktiga" Starman-successionen.

### Starwoman (Doris Lee)
I ett enda äventyr med "Justice Society of America" från 1942 tar Ted Knights dåvarande flickvän Doris Lee på sig Teds dräkt och spelar hans roll. 

### Star-Spangled Kid I
Den förste Star-Spangled Kid, Sylvester Pemberton, fick på 1970-talet ett "kosmiskt kraftbälte" baserad på Ted Knights teknologi. Det sägs ha varit planerat att han skulle ta över namnet Starman, men detta hände aldrig.

### Danny Blaine/Thom Kallor i "Kingdom Come"
En Starman dyker upp i serien "Kingdom Come" av Mark Waid och Alex Ross. Denne Starman heter Danny Blaine men visar sig senare vara den framtida hjälten Starboy (Thom Kallor, se nedan), som rest tillbaka i tiden. "Kingdom Come" utspelar sig i en alternativ framtid och räknas inte som en del av DC:s normala kontinuitet.

### Danny Blaine/Thom Kallor i "Starman"
Robinson anammade emellertid idén från "Kingdom Come" och introducerade denne Starman för Jack Knight. Starboy (Thom Kallor i det civila) kommer ursprungligen från serien "Rymdens Hjältar" som utspelar sig tusen år in i DC:s universums framtid. I James Robinsons "Starman"-svit berättas det att Starboy kommer att bli Starman när han blir vuxen, och även att han kommer att resa tillbaka till 2000-talet och ta över rollen som Starman efter Jack. Det är dock osäkert om detta är kanoniserat i dagens DC-universum, eller om det bara är en s.k. "alternativ framtid".

### Starman One Milion
En framtida Starman dök upp i DC:s crossover-serie "DC One Million" och gjorde även ett kort gästspel i Robinsons "Starman". I en fjärran framtid (85200-talet) har Teds och Jacks ättling Farris Knight tagit över den nu många gånger uppgraderade cosmic rod-tekniken. Farris Knight visar sig emellertid vara en brottsling och förrädare.

### Stargirl
Courtney Whitmore kallade sig ursprungligen för Star-Spangled Kid II och förde vidare Sylvester Pembertons (se ovan) tradition. Hon mötte Jack Knight i en specialutgåva och de båda tyckte extremt illa om varandra. Med tiden lärde sig Jack emellertid att se andra sidor hos tonårsflickan Courtney, så i sista numret av sin egen tidning gav han bort sin vapenarsenal till henne. Nu använder hon Jacks kosmiska stjärnstav och har antagit namnet Stargirl. Courtney har även kallat sig Starwoman under en kort period då hon åldrades till 25-årsåldern under crossovern Sins of Youth.

### Starwoman (Patricia Dugan)
I Robinsons "Starman"-svit antyddes flera framtida arvtagare till Starman-titeln, en av dem var Stargirls (se ovan) halvsyster Patricia Lynn Dugan. I JSA nr 72 åkte de unga medlemmarna av dagens JSA tillbaka till 50-talet för att möta sina företrädare. Stargirl mötte då en Starwoman från framtiden som visade sig vara hennes halvsyster Patricia. Om denna Starwoman kommer från en "definitiv" eller "alternativ" framtid är osäkert.
 Artikeln var, i den version den hade den 9 december 2005, helt eller delvis hämtad från Seriewikin (hos Seriefrämjandet): Starman